# غل تبة ملالي (فولاد لوي الشمالي)
غل تبة ملالي (بالفارسية: گل تپه ملالی) هي منطقة سكنية تقع في إيران في قسم فولاد لوي الشمالي الريفي. يقدر عدد سكانها بـ 123 نسمة .